# Крачуновце
Крачуновце (слч. Kračúnovce) насељено је мјесто са административним статусом сеоске општине (слч. obec) у округу Свидњик, у Прешовском крају, Словачка Република.

## Становништво
| Година:    | 1994. | 2004.   | 2014.   | 2024.   |
| ---------- | ----- | ------- | ------- | ------- |
| Број људи: | 1024  | 1123    | 1206    | 1273    |
| Разлика:   |       | +9,66 % | +7,39 % | +5,55 % |

| Година:    | 2023. | 2024.   |
| ---------- | ----- | ------- |
| Број људи: | 1271  | 1273    |
| Разлика:   |       | +0,15 % |

Према подацима о броју становника из 2024. године насеље је имало 1273 становника.